# Orthogonale groep
In de wiskunde is de orthogonale groep van graad {\displaystyle n} over een lichaam (Ned) / veld (Be) {\displaystyle F}, genoteerd als {\displaystyle \mathrm {O} (n,F)}, de groep van isometrieën in de {\displaystyle n}-dimensionale ruimte die de oorsprong op zichzelf afbeelden. De oorsprong is onder de elementen van de orthogonale groep dus een dekpunt.
De orthogonale groep komt overeen met de groep van orthogonale n×n-matrices met elementen uit {\displaystyle F} met als groepsbewerking de matrixvermenigvuldiging. Dit is een ondergroep van de algemene lineaire groep {\displaystyle \mathrm {GL} (n,F)} bepaald door
{\displaystyle \mathrm {O} (n,F)=\{Q\in \mathrm {GL} (n,F)\mid Q^{T}Q=QQ^{T}=I\}}
waarin {\displaystyle Q_{T}} de getransponeerde van {\displaystyle Q} is. De klassieke orthogonale groep over de reële getallen wordt meestal als {\displaystyle \mathrm {O} (n)} geschreven. De stelling van Cartan-Dieudonné beschrijft de wiskundige structuur van de orthogonale groep.
Voor iedere orthogonale matrix {\displaystyle Q} geldt dat {\displaystyle Q^{T}Q=QQ^{T}=I}
Meer in het algemeen is de orthogonale groep van een kwadratische vorm, die niet singulier is, over {\displaystyle F} de groep van matrices die deze kwadratische vorm behoudt. 
Elke orthogonale matrix heeft een determinant die of gelijk is aan 1 of gelijk is aan −1. De orthogonale {\displaystyle n\times n}-matrices met determinant 1 vormen een normaaldeler van {\displaystyle \mathrm {O} (n,F)}, die bekendstaat als de speciale orthogonale groep {\displaystyle \mathrm {SO} (n,F)}. Als de karakteristiek van {\displaystyle F} gelijk is aan 2 geldt dat 1 = −1 en vallen {\displaystyle \mathrm {O} (n,F)} en {\displaystyle \mathrm {SO} (n,F)} dus samen, anders is de nevenklasse van {\displaystyle \mathrm {SO} (n,F)} in {\displaystyle \mathrm {O} (n,F)} gelijk aan 2. Veel auteurs definiëren in karakteristiek 2 en voor ruimten waarvan de dimensie een even getal is {\displaystyle \mathrm {SO} (n,F)} alternatief als de kern van de Dickson-invariant. Deze kern heeft dan meestal de index 2 in {\displaystyle \mathrm {O} (n,F)}.
Zowel {\displaystyle \mathrm {O} (n,F)} als {\displaystyle \mathrm {SO} (n,F)} zijn algebraïsche groepen, omdat de voorwaarde dat een matrix orthogonaal moet zijn, dat wil zeggen dat een matrix zijn eigen getransponeerde als inverse moet hebben, kan worden uitgedrukt als een stelsel van vergelijkingen met polynomen in de elementen van de matrix.

## Websites
- (en)  JC Baez. This Week's Finds in Mathematical Physics week 105, 21 juni 1997.
- (en)  JC Baez. The Octonions, 16 mei 2001. over octonionen